# Krzysztof Meyer

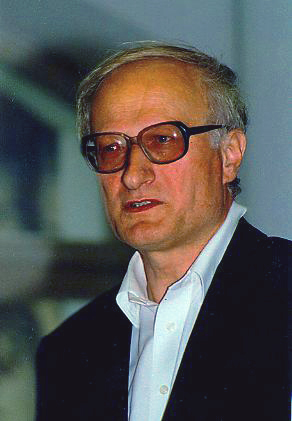
Krzysztof Meyer (2002)

Krzysztof Meyer (* 11. August 1943 in Krakau) ist ein polnischer Komponist, Pianist, Musiktheoretiker und Hochschullehrer.

## Leben
Meyer bekam mit 5 Jahren seinen ersten Klavierunterricht. Er studierte an der Musikakademie Krakau Komposition bei Stanisław Wiechowicz und nach Wiechowiczs Tod Musiktheorie bei Krzysztof Penderecki. In den 1960er Jahren studierte er wiederholt bei Nadia Boulanger in Paris und im Amerikanischen Konservatorium in Fontainebleau. Als Pianist trat er mit dem „Ensemble für zeitgenössische Musik MW2“ in Polen und anderen Ländern Europas auf und spielte auch eigene Kompositionen. Von 1966 bis 1987 unterrichtete Meyer an der Musikakademie Krakau und war zeitweise deren Prorektor. 1975 bis 1987 hatte er den Lehrstuhl für Musiktheorie inne. Von 1985 bis 1989 war er Vorsitzender des polnischen Komponistenverbandes. Von 1987 bis 2008 leitete er eine Kompositionsklasse an der Staatlichen Hochschule für Musik Köln, von 2010 bis 2012 war er Leiter der Europäischen Musikakademie Bonn. Meyer ist Mitglied der Freien Akademie der Künste in Mannheim und Prof. h. c. der Musikakademie „Mykola Lysenko“ in Lwiw. Er ist mit der Musikwissenschaftlerin Danuta Gwizdalanka verheiratet. 
Zu seinen Schülern zählen unter anderem Sascha Dragićević, Georg Hajdu, Füsun Köksal, Harald Muenz und Brigitta Muntendorf.

## Werk
Zunächst, in den 1960er Jahren, begab sich Meyer auf die Suche nach neuen Artikulationen und Klangfarben. Besonders die ersten drei Symphonien und vier Streichquartette weisen ideenreiche Koloristik auf, deren Vielfalt aus ungewöhnlicher Artikulation, kontrastreichen Fakturen, Perkussionseffekten oder Verwendung von Vierteltönen resultiert. Damals benutzte er auch Dodekaphonie und Punktualismus, aber auch Aleatorik und Collagentechnik. Z.B. in der Oper Kyberiade:
An dieser Oper arbeitete ich zu einer Zeit, als avantgardistische Tendenzen in der polnischen Musik noch sehr lebendig waren. Aleatorik, Sonorismus, Bruitismus und andere Merkmale, die damals die sogenannte Polnische Schule prägten, waren für mich etwas völlig Offensichtliches und Natürliches. (...) Die Kyberiade war ein Versuch, jene Phänomene auf den Bereich der Oper zu übertragen. Es stellte sich heraus, daß jene Techniken sich ausgezeichnet für szenische Musik eigneten; mehr noch: sie vermochten unterschiedliche expressive Schattierungen wiederzugeben, von dramatischen über groteske, von melancholischen bis fröhlichen.
In den 1970er Jahren gelang es ihm, durch eine Synthese von Tradition und Neuzeitlichkeit einen eigenen Stil mit breiter Skala musikalischer Mittel und großer Suggestivität des Ausdrucks zu bilden. Traditionsverbundenheit zeigt sich auch in der Auswahl der Gattungen (Symphonie, Konzert, Streichquartett, Sonate, Messe, und dergleichen). Manche Werke für große Besetzung können demgegenüber als musikalische Kommentare zu politischen Ereignissen oder existenziellen Überlegungen gehört werden (VI. Symphonie „Polnische Symphonie“, die an die Atmosphäre des Kriegsrechts in Polen anknüpft, VIII. Symphonie zu den anti-antisemitischen Gedichten von Adam Zagajewski, die katastrophische Botschaft des Oratoriums Schöpfung übermittelt der Text, doch die ganze Bedeutung wird erst von der Musik anschaulich gemacht.)
Meyer komponiert, als ob er an den Sinn einer musikalischen „Erzählung“ glaubte, an den Sinn einer dramaturgischen Entwicklung. Der Komponist beschäftigt sich intensiv mit dem Problem der Wahrnehmung der Musik und ihm sind die Reaktionen der Zuhörer wichtig, die intuitiv oder sogar bewusst die Ordnung und den Ablauf seiner Musik spüren können. Daher ist ihm die große Form, die er als integrale Einheit auffasst, wichtig. Lutz Lesle beschreibt seine Kompositionsweise:
Meyer achtet auf die erkennbare und wiederkennbare Formulierung musikalischer Gestalten. Er möchte sicherstellen, daß auch der minder trainierte Hörer, dem er sich durchaus verpflichtet fühlt, Wirken und Wandel der Motive und Phrasen in diesem tönenden Erzählstrom wahrnimmt und mitvollzieht.
Die Dramaturgie seiner Werke verläuft meistens in bestimmten Phasen, nach "Meyers Terminologie" sind dies:
- Initialphase
- Hauptphase – Festlegung der Themen, wichtigster Zusammenklänge oder Klangfarben
- Übergangsphase – Vorbereitung oder Entspannung
- Phase besonderer Wichtigkeit – Höhepunkt oder kontrastierende Episode
- Schlussphase

Oft verwendet er auch das Prinzip des goldenen Schnitts; auch andere Parameter wie Rhythmik, Dynamik und Harmonik lässt er mit Symmetrie, Proportionalität und sogar Zahlenkombinatorik (z. B. im 7. Streichquartett die Rolle der Zahl 12) zusammenwirken. In seinen späteren Werken kehrte er zum Prinzip des Klangzentrums zurück.

## Werke

### Bühnenwerke
- Cyberiada (Kyberiade; Krzysztof Meyer nach Stanisław Lems Erzählzyklus Kyberiade), phantastische Oper in 3 Akten op. 15 (1967–1970). (2. Fassung 1985)
- Hrabina (Die Gräfin), Ballett über Motive der Oper von Stanisław Moniuszko 1. Akt op. 49 (1980)
- Gracze (Die Spieler; Vollendung der Oper Igroki von Dmitri Schostakowitsch nach Nikolai Gogol), 3 Akte op. 53 (1980/81) (Solisten, Nordwestdeutsche Philharmonie, Michail Jurowski; Capriccio 60 062-2)
- Klonowi bracia (Die verzauberten Brüder; Meyer nach Jewgeni Schwarz), Kinderoper, 2 Akte op. 72 (1988/89)

### Orchesterwerke
- 1. Sinfonie (1964)
- 4. Sinfonie (1973)
- 5. Sinfonie für Streichorchester (1979)
- 6. Sinfonie  "Polnische" (1982)
- Sinfonia del tempo que passa (2003)

- Fireballs (1976)
- Sinfonie im Stile Mozarts (1976)
- Hommage à Johannes Brahms (1982)
- Musica incrostata (1988)
- Carillon (1993)
- Farewell Music (1997)

Für Soloinstrumente und Orchester
- Konzerte für Flöte und Orchester: No. 1 (1964), Nr. 2 (1983)
- Concerto da camera per oboe, percussione ed archi (1972)
- Konzert für Trompete und Orchester (1973)
- Konzert für Klavier und Orchester (1983)
- Konzert für Altsaxophon und Streichorchester (1992)
- “Canti Amadei” für Violoncello und Kammerorchester (1984)
- Konzert für Violoncello und Orchester (1995)
- Konzert für Harfe, Violoncello und Streichorchester (1984)
- Caro Luigi per 4 Violoncelli ed orchestra d'archi (1989)
- Konzert für Klarinette und Orchester (2001)
- Konzert für Violine, Violoncello und Orchester (2006)
- Konzert für Gitarre, Pauken und Streichorchester (2011)

### Kammermusik
Als ich ein kleiner Junge war, konnte ich zu Hause Kammermusikkonzerte hören, die regelmäßig bei uns stattfanden. Vielleicht deswegen geht mir in meinem Leben die Kammermusik besonders nahe.
- Capriccio per sei strumenti (1988)
- Klarinettenquintett  (1986)
- Klavierquintett (1991)
- Cinque colori für Flöte, Violine, Violoncello, Schlagzeug und Klavier (2001)

- Streichquartette:

Nr. 1 (1963)
Nr. 2 (1969)
Nr. 3 (1971)
Nr. 4 (1974)
Nr. 5 (1977)
Nr. 6 (1981)
Nr. 7 (1985)
Nr. 8 (1985)
Nr. 9 (1990)
Nr. 10 (1994)
Nr. 11 (2001)
Nr. 12 (2005)
Nr. 13 (2010)
Nr. 14 (2014)
Nr. 15 (2018)
- Quattro colori für Klarinette, Posaune, Violoncello und Klavier (1970)
- Concerto retro für Flöte, Violine, Violoncello und Cembalo (1976)

- Hommage à Nadia Boulanger für Flöte, Viola und Harfe (1971)
- Klaviertrio (1980)
- Trio für Flöte, Viola und Gitarre (1992)
- Streichtrio (1993)
- Trio für Klarinette, Violoncello und Klavier (1998)
- Trio für Oboe, Fagott und Klavier (2002)

- Canzona per violoncello e pianoforte (1981)
- Sonata per violoncello e pianoforte Nr. 1 (1983)
- Misterioso für Violine und Klavier (1994)
- Capriccio interotto für Violine und Klavier (2000)
- Impromptu multicolore für zwei Klaviere (2000)
- Sonata per violoncello e pianoforte No. 2 (2004)
- Duetti concertanti für Fagott und Klavier (2004)
- Metamorphoses für Altsaxophon und Klavier (2004)
- Duetti für zwei Violinen (2008)

## Solowerke
- Für Klavier:

Sonate Nr. 1 (1962), Nr. 2 (1963), Sonate Nr. 3 (1966), Nr. 4 (1968), Nr. 5 (1975), Nr. 6 (2006)
Aphorismen (1961)
24 Preludes (1978)
Quasi una Fantasia (2005)
- Sonate für Cembalo (1973)
- Fantasy für Orgel (1990)
- Sonata per flauti soli (1980)
- Sonate für Violino (1975)
- 6 Préludes für Violino (1981)

- Für Violoncello:

Sonate Nr. 1 (1961), sonate Nr. 2 (2007)
Moment musical (1976)
Monologue (1990)

### Vokalmusik
- Sinfonie Nr. 2: Epitaphium Stanisław Wiechowicz in memoriam für Chor und Orchester, nach Worten von Julian Tuwim op. 14 (1967)
- Sinfonie Nr. 3: Symphonie d’Orphée für Chor und Orchester nach Worten von Paul Valéry op. 20 (1968)
- Liryc Triptych für Tenor and Kammerorchester (1976)
- Sinfonie Nr. 8: "Sinfonia da requiem" für Chor und Orchester, nach Worten von Adam Zagajewski (2009)
- Messe für Chor und Orchester (1996)
- Wjelitchalnaja für Chor a cappella (1988)
- Schöpfung, Oratorio für Soli, Chor und Orchester (1999)
- Sinfonie Nr. 9 "Fidei speique Sinfonia", für gemischten Chor und Orchester, nach Psalmtexte (lat.) (2016)

### Buch
- Dmitri Schostakowitsch. Leipzig Reclam, 1980, 1. Auflage, Reclams Universal-Bibliothek; Bd. 809
- Schostakowitsch. Sein Leben, sein Werk, seine Zeit. Schott, Mainz 2008, ISBN 978-3-254-08376-0.
- mit Danuta Gwizdalanka: Witold Lutosławski. Wege zur Meisterschaft. Pfau, Saarbrücken 2014, ISBN 978-3-89727-518-8.

## Auszeichnungen
- 1966: 1. Preis beim Wettbewerb junger Komponisten in Frankreich
- 1966: 2. Preis beim Wettbewerb junger polnischer Komponisten
- 1966: Aaron Copland Stipendium
- 1970: Prix de Composition Musicale der Stiftung Prince Pierre de Monaco
- 1970 und 1976: Sonderauszeichnungen der Tribune Internationale des Compositeurs UNESCO in Paris
- 1984: Herder-Preis
- 1992: Preis des Polnischen Komponistenverbandes
- 1994: Alfred-Jurzykowski-Preis, New York
- 1996: Johann-Wenzel-Stamitz-Preis der Künstlergilde Esslingen
- 2007: Bundesverdienstkreuz am Bande
- 2011: Gloria-Artis-Medaille für kulturelle Verdienste